# カルロス・イスチア
カルロス・イスチア（Carlos Luis Ischia, 1956年10月28日 - ）は、アルゼンチン・ブエノスアイレス出身の元サッカー選手、現サッカー指導者。選手時代のポジションはディフェンダー。

## 経歴

### 選手
現役時代はCAベレス・サルスフィエルドなどでプレーし、アルゼンチン代表にも選出された。1984年からはコロンビアのジュニオールFCとアメリカ・デ・カリでプレーし、1989年、怪我により現役引退した。

### 指導者
CAベレス・サルスフィエルドとボカ・ジュニアーズでは、カルロス・ビアンチ監督の下でアシスタント・コーチとして働き、2002年にCAベレス・サルスフィエルドの監督に就任した。
2004年にはクラブ・デ・ヒムナシア・イ・エスグリマ・ラ・プラタの監督に就任し、2005年には選手時代の古巣ジュニオールFCの監督に就任したが、首脳陣との意見の相違やメディアからの圧力のために、同年後半にジュニオールを離れた。
2007年には成績不振に苦しむCAロサリオ・セントラルの監督に就任したが、最下位に沈むセントラルは自動降格の危機に瀕し、わずか14試合を指揮しただけで辞任した。
2007年12月、辞任したミゲル・アンヘル・ルッソ監督の後任としてボカ・ジュニアーズの監督に就任した。2008年のコパ・リベルタドーレスはベスト4で敗北したが、9月にはレコパ・スダメリカーナで優勝し、アペルトゥーラ2008ではCAサン・ロレンソ・デ・アルマグロ、CAティグレとの三つ巴戦を制してリーグ優勝を果たした。クラウスーラ2009では開幕から不振が続き、さらに期待されたコパ・リベルタドーレスでも早期敗退に終わったことから、5月27日に解任が発表され、後任にはアルフィオ・バシーレ監督が就任した。
2009年にはリカルド・ラ・ボルペ監督の後任としてCFアトラス監督に就任した。
2011年中盤にはLDUキトの監督に就任し、2012年5月14日まで監督を務めた。
2013年8月、ラシン・クルブの監督に就任した。
2014年、エクアドルのバルセロナSCの監督に就任した。

## タイトル
ボカ・ジュニアーズ
- プリメーラ・ディビシオン : 2008-09A
- レコパ・スダメリカーナ : 2008